# The Plucky Squire
The Plucky Squire (в России официально издаётся под названием «Отважный паж») — компьютерная игра в жанре приключенческого экшена, которую разработала независимая студия All Possible Futures и издала компания Devolver Digital. Выход игры для Windows, PlayStation 5, Xbox Series X/S и Nintendo Switch состоялся 17 сентября 2024 года. В игре рассказывается о волшебных приключениях сказочных персонажей — Джота и его друзей, которые открывают для себя трехмёрный мир за пределами страниц своей книги.

## Сюжет
В центре сюжета The Plucky Squire — главный герой Джот (англ. Jot), которого злодей Хамграмп (англ. Humgrump) выгнал из его книги сказок, тем самым вынудив Джота исследовать окружающую его действительность и столкнуться с трудностями как в книге сказок, так и во внешнем мире. Когда злобный Хамграмп понимает, что он — злодей этой истории, которому суждено быть побеждённым силами праведности, возглавляемыми героическим Джотом, он вышвыривает героя со страниц книги и тем самым навсегда меняет историю.
Для того, чтобы восстановить счастливый конец книги и спасти своих друзей от тёмных сил Хамгрампа, Джоту придётся столкнуться с различными испытаниями, подобных которым он ещё не видел. В своём путешествии, чтобы восстановить конец книги, Джот обретает способность перепрыгивать между 2D- и 3D-мирами, сталкиваясь с головоломками, которые ему предстоит решить, и мини-задачами, такими как бокс с барсуками, полёт на реактивном ранце, а также встретиться со многими другими препятствиями по мере того, как он становится героем живой книги сказок.

## Разработка
The Plucky Squire разработана инди-студией All Possible Futures, которую основали Джеймс Тёрнер (англ. James Turner) и Джонатан Биддл (англ. Jonathan Biddle). До основания All Possible Futures Тёрнер работал дизайнером в Game Freak и руководил разработкой игры HarmoKnight, а также создавал арт для различных игр про покемонов. Сооснователь студии Биддл ранее работал в Devolver Digital в качестве креативного директора игры The Swords of Ditto и основал студию Onebitbeyond, которая также разработала эту игру .
Персонажи Джот и Лунная Борода (англ. Moonbeard) изначально были созданы Тёрнером для онлайн-комикса, а затем использованы им в The Plucky Squire. Английский актёр Филипп Бретертон (англ. Philip Bretherton) выступает в роли рассказчика.
Изначально выпуск игры планировался на 2023 год, но Devolver объявила о его переносе на 2024 год. В августе 2024 года было объявлено о том, что игра выйдет 17 сентября. Игра бесплатно доступна подписчикам PlayStation Plus Premium и Extra со дня выпуска.

## Отзывы
| Сводный рейтинг       | Сводный рейтинг                                    |
| Агрегатор             | Оценка                                             |
| --------------------- | -------------------------------------------------- |
| Metacritic            | 83/100 (PC) 77/100 (PS5) 80/100 (XBXS) 72/100 (NS) |
| OpenCritic            | 85 %                                               |
| «Критиканство»        | 82/100                                             |
| Иноязычные издания    |                                                    |
| Издание               | Оценка                                             |
| Edge                  | 7/10                                               |
| Eurogamer             | [ 22 ]                                             |
| Game Informer         | 7,25/10                                            |
| GameSpot              | 9/10                                               |
| GamesRadar+           | [ 25 ]                                             |
| Hardcore Gamer        | 4/5                                                |
| IGN                   | 7/10                                               |
| Nintendo Life         | 6/10                                               |
| PC Gamer (US)         | 85/100                                             |
| Push Square           | 8/10                                               |
| Shacknews             | 9/10                                               |
| The Games Machine     | 8,7/10                                             |
| The Guardian          | [ 33 ]                                             |
| Русскоязычные издания |                                                    |
| Издание               | Оценка                                             |
| 3DNews                | 8/10                                               |
| StopGame.ru           | «Изумительно»                                      |
| «Игромания»           | 7,5/10                                             |
| «НИМ»                 | 7,8/10                                             |

The Plucky Squire получила в «основном положительные отзывы» от критиков на платформах PC, PlayStation 5 и Xbox Series X/S, согласно агрегатору рецензий Metacritic. Версия для Nintendo Switch получила «смешанные или средние отзывы». По данным OpenCritic, 85 % критиков рекомендовали эту игру.